# ウィリアム・ドノバン
ウィリアム・ジョセフ・"ワイルド・ビル"・ドノバン（William Joseph "Wild Bill" Donovan 1883年1月1日 - 1959年2月8日）は、アメリカの軍人、弁護士、諜報員、外交官。戦略諜報局（OSS）の創設者、また長官としてその名を知られる。「アメリカ情報機関の父」(Father of American Intelligence)、「CIAの父」(Father of Central Intelligence)などと通称される事も多い。
第一次世界大戦従軍者としては唯一、4つの最高級軍事勲章を受章している。すなわち、名誉勲章、殊勲十字章、陸軍殊勲章、国家安全保障褒章である。またこれらに加えて銀星章や名誉戦傷章も受章している。

## 経歴

### 若年期
ビル・ドノバンはニューヨーク州バッファローにて第一世代のアイルランド系移民の息子として生を受けた。母アンナ・レティティア・"ティッシュ"・レノン（Anna Letitia "Tish" Lennon）はアルスター出身で、父ティモシー・P・ドノバン（Timothy P. Donovan）はコーク県出身だった。祖父ティモシー・オドノバン・シニア（Timothy O'Donovan (Sr.)）は教区司祭だった叔父の元、スキバリーンに暮らした。またそこでウィリアムの祖母に当たるメアリー・マホニー（Mary Mahoney）と出会っている。メアリーは地主の娘だった為、結婚にティモシー側の承認は不要だったという。その後、彼らはカナダを経てニューヨークに移る。息子ティモシー・ジュニアは政治家を志して活動したものの、その成果は微々たるものであった。
ビル・ドノバンはセント・ジョセフ・カレッジエイト・インスティチュートを経てナイアガラ大学に入学し、後にはコロンビア大学のフットボールチームで活躍したという。この頃に付けられた愛称「ワイルド・ビル」（Wild Bill）は、その後も彼の愛称として知られていく事になる。1905年にコロンビア大学を卒業し、同時期にファイ・カッパ・サイやマルタ騎士団の構成員となる。
コロンビア大学の法科大学院であるコロンビア・ロー・スクールを卒業したドノバンは、まもなくウォール街に影響力を持つ弁護士の1人となる。
1912年、ドノバンはニューヨーク州民兵(New York State Militia)にて騎兵隊を組織し、自らその指揮官となる。この部隊は連邦軍がパンチョ・ビリャ遠征に出動していた影響で、1916年に動員令を受けてアメリカ＝メキシコ国境の警備に回されている。

### 第一次世界大戦

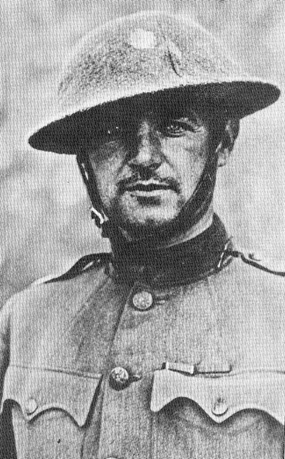
フランス戦線のドノバン少佐(1918年)

第一次世界大戦中、少佐となったドノバンは第42歩兵師団第165連隊第1大隊の大隊長を務めていた。同連隊はFighting 69thとして知られる第69ニューヨーク義勇兵連隊と同一の部隊であり、165はそれと別に連邦軍にて与えられている部隊番号である。フランス戦線ではコロンビア大の同窓生である詩人ジョイス・キルマーがドノバンの副官を務めていたという。1918年10月14日から15日にかけて、フランスのセント・ジョルジュ付近で発生した戦闘における功績から、ドノバンは名誉勲章を受章した。終戦までに大佐となり、2つの殊勲十字章と2つの名誉戦傷章を受章している。

### 戦間期

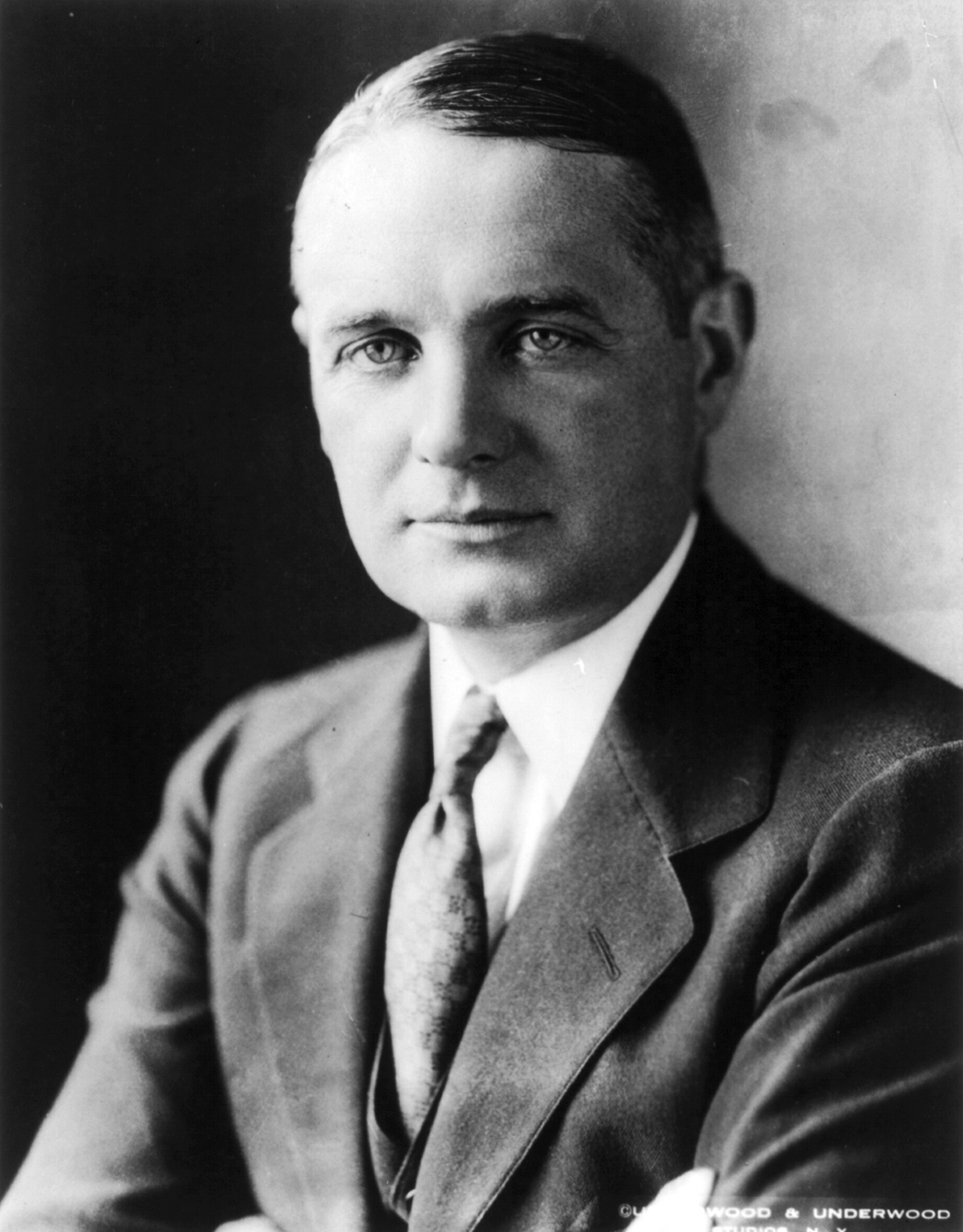
司法省職員時代のドノバン(1924年)

1922年から1924年にかけて、彼はニューヨーク州西部地区の連邦検事を務めており、積極的な禁酒法違反の取締で知られるようになる。1924年、大統領カルビン・クーリッジは司法長官ハリー・M・ドアティの代理補佐官としてドノバンを司法省独禁法取締部門に登用した。
1922年、共和党員としてニューヨーク副知事選に出馬するも落選し、1932年の知事選でもやはり落選している。1932年の選挙ではジャーナリストのジェームズ・J・モンタージュが個人顧問たる選挙参謀として選挙運動の支援に当たっている。また、1924年から1928年の間、ハーバート・フーヴァーに庇護され、ボヘミアンクラブに連れて行かれるほどの厚遇を受けた。

### 第二次世界大戦
第二次世界大戦前、ドノバンはヨーロッパ各国を巡ってイタリアのベニート・ムッソリーニなど多くの要人との会談を行った。この頃から彼は欧州で再び発生しうる大きな戦争は避けられないのだと信じるようになった。こうした現実的な視点と外交経験から、彼は大統領フランクリン・ルーズベルトから注目される官僚の1人となり、同時に個人的な親交も得ることになる。彼らは政治的に対立する立場ではあったものの、各々の性格は非常に似通っていたのである。その為、ルーズベルトはドノバンの見識を重要視するようになったという。1939年9月、ナチス・ドイツのポーランド侵攻により第二次世界大戦が勃発。これを受けてルーズベルトは戦時体制への移行を決断した。彼は戦時体制の基盤を形作るべく、信頼しうる人物を選ぶことになる。その後、海軍長官フランク・ノックスがドノバンを推薦し、以後ルーズベルトは様々な重要任務をドノバンに任せるようになった。1940年から1941年にかけて、ドノバンはノックスとルーズベルトより「英国がドイツの侵略に耐えうるかどうか調査せよ」との任務を受けて非公式に英国を訪問する。この折、軍の将校をはじめ、首相ウィンストン・チャーチルや諜報機関幹部など、戦争遂行に関与する要人らと何度か会談の場を持っている。帰国後、ドノバンは英国が十分に備えているという調査結果、それに加えてアメリカでも英国のそれをモデルとした諜報機関を設立する必要性があることを報告した。

### 戦略諜報局(OSS)

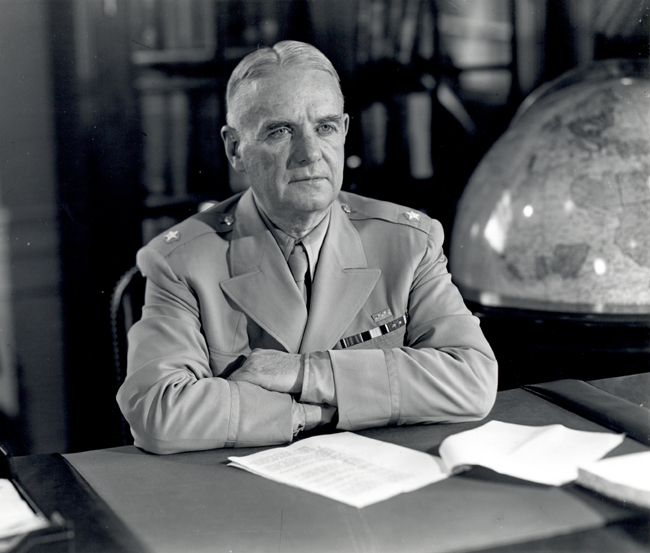
OSS長官時代のドノバン（1945年）

1941年7月11日、ドノバンは情報調査局（Office of the Coordinator of Information, OCI）の長たる情報調査官（Coordinator of Information, COI）に就任する。当時、アメリカにおける対外諜報活動は陸軍、海軍、連邦捜査局(FBI)、国務省などがそれぞれの利害関係に基づき独自に行なっており、獲得した情報の共有も全く行われていなかった。情報調査官のポストはこれらの諜報活動を統括するものとされていたが、ドノバンは各機関の縄張り争いに悩まされることになる。多くの諜報機関の長は旧来からの分断されたシステムの中で獲得した権力を手放すことに難色を示していた。例えば当時ドノバンのライバルだったジョン・E・フーバーが長官を務めたFBIは、南米における諜報活動の自主権を主張していた。
こうした逆風の中でも、ドノバンは中央集中的な諜報システムの基礎を徐々に築いてゆく。1941年10月には英国軍情報部第6課（MI6）の支局からロックフェラー・センター3603号室を引き継ぎ、情報調査局ニューヨーク本部を設置。本部長はアレン・ダレスに依頼した。
1942年、COIは戦略諜報局（Office of Strategic Services, OSS）に改組され、長官となったドノバンは陸軍大佐として現役復帰を果たす。ドノバンの指揮下でOSSは世界各地に展開し、ヨーロッパやアジアでは数々のスパイ活動やサボタージュ任務を成功させた。一方でFBI長官フーバーの激しい抵抗の結果、南米が管轄に含まれることはなかった。また、南西太平洋戦線指揮官のダグラス・マッカーサー将軍もOSSに対する反感からフィリピンにおける活動を禁止している。
OSSの活動は長らく機密扱いされていたが、1970年代から1980年代にかけて、OSSの歴史に関する重要な箇所が機密解除され公的記録となった。
第二次世界大戦終結直前の1945年初頭、ドノバンはOSSを戦後も存続させる為に様々な働きかけを行った。だが、ルーズベルト大統領が4月に死去すると、大統領との個人的な親交に基いていたドノバンの政治的権限は大幅に弱体化し始めた。ドノバンはOSSの維持を強く訴えたものの、新大統領ハリー・トルーマンら大多数がこれに反対したのである。トルーマンは個人的にもドノバンを嫌っており、FBIの国際活動権限強化を目論むフーバーもこれに同調した。世論の反応もドノバンに厳しく、保守的な批評家らはOSSを指して「アメリカン・ゲシュタポ」と評したという。1945年9月、トルーマンの命令でOSSが解散されると、ドノバンは官職を退き市民生活へと戻った。しかし、実際にはOSSの各部門は別部署として解体を免れており、2年も立たない内に中央情報局(CIA)が設立されることになる。これはドノバンが望んでいた中央集中型の諜報機関そのものであった。

### CIA設立における役割
ドノバンは公的な立場からはCIAの設立に何ら関与していないが、実際には親交の深かった元部下のアレン・ダレスらを通じて設立に向けて働きかけを行なっていた。第二次世界大戦中にOSSという巨大な諜報機関を率いていたドノバンの意見は、新たな対立関係が生まれようとしていた戦後世界で非常に大きな影響をおよぼした。彼は再び発言力を持ち始めたが、諜報機関の統一というアイデアに対しては依然として陸軍省および海軍省、そしてフーバーのFBIからの激しい反対が起こっていた。この頃、トルーマンは諸外国における諜報機関の充実などを受けて対策の必要性を感じ始めており、ドノバンは期待に応えうる権限を持つ新組織の設置を主張した。トルーマン自身はあまりこの意見に興味を示さなかったものの、最終的にはドノバンの意見が受け入れられ、1947年国家安全保障法(National Security Act of 1947)と1949年中央情報局法(Central Intelligence Agency Act of 1949)の制定に繋がったのである。1946年、トルーマンは組織の設置に先立って、シドニー・ソワーズ海軍予備役少将をCIA長官に任命したが、まもなく強い発言権が認められていたホイト・ヴァンデンバーグ空軍大将と交代している。1947年には正式にCIAの設置と権限を定めている国家安全保障法が成立し、これと共にロスコー・H・ヒレンケッター海軍少将が公的な初代CIA長官に任命される。

### 戦後の生活
第二次世界大戦後、退役したドノバンは戦前と同じ弁護士の仕事に戻った。最後の公的な任務はニュルンベルク継続裁判における主席検事テルフォード・テイラーの特別補佐であった。彼はまた、逮捕されたOSSエージェントの拷問や処刑に関与したナチス幹部の裁判にも立ち会ったという。
第二次世界大戦の活動に対し、ドノバンは陸軍殊勲章を受章している。これは非戦闘部門の人員にとっては事実上最高級の勲章に当たる。さらに英国からはナイトの称号も与えられている。
戦犯裁判が終わると、ドノバンはウォール・ストリートのドノバン、レージャー、ニュートン&アーヴィン法律事務所（Donovan, Leisure, Newton & Irvine）に戻る。こうして公的な役割を退いた後も、彼は諜報活動の専門家として大統領らから助言を求められることを想定し、それに備えていたという。
1949年、彼は新たに結成された在欧州連合アメリカ委員会（American Committee on United Europe）の議長となる。この委員会の任務はヨーロッパ各国の政治的結束を強化し、新たな共産主義の脅威に対向することであった。
1953年、ドワイト・D・アイゼンハワー大統領によって駐タイ大使に任命され、1954年まで務める。
ドノバンの息子、デイヴィッド・ラムゼイ・ドノバン（David Rumsey Donovan）は、海軍将校として第二次世界大戦に従軍した。孫のウィリアム・ジェームズ・ドノバン（William James Donovan）は徴兵されてベトナム戦争に従軍した。彼らは共にアーリントン国立墓地に埋葬されている。

### 死去
1959年2月8日、ワシントンD.C.のウォルター・リード陸軍医療センターにて、脳血管性認知症からの合併症が原因で死去した。76歳だった。死後はアーリントン国立墓地に埋葬された。
アイゼンハワーは彼の死去に関する言及の中で彼を「最後の英雄」（Last Hero）と呼び、これは後に伝記のタイトルとなった。また国際救済委員会（International Rescue Committee, IRC）からは1959年度の自由賞（Freedom Award）が追贈されている。
1998年、ドノバン、レージャー、ニュートン&アーヴィン法律事務所が解散。
ドノバンはアメリカ軍情報部殿堂（Military Intelligence Hall of Fame）の1人に数えられている。

## 勲章・記章

### アメリカの勲章・記章
|                                                                   | 名誉勲章(Medal of Honor) |
|                                                                   | 殊勲十字章(Distinguished Service Cross) |
| Bronze oak leaf cluster · Bronze oak leaf cluster                 | 二重柏葉付陸軍殊勲章(Distinguished Service Medal with two oak leaf clusters) |
|                                                                   | 銀星章 |
| Bronze oak leaf cluster                                           | 柏葉付名誉戦傷章(Purple Heart with one oak leaf cluster) |
|                                                                   | 国家安全保障褒章(National Security Medal) |
|                                                                   | メキシコ国境地方従軍記章(Mexican Border Service Medal) |
|                                                                   | 五重従軍章付第一次世界大戦戦勝記念章 |
|                                                                   | 陸軍ドイツ占領軍記章(Army of Occupation of Germany Medal) |
|                                                                   | アメリカ防衛従軍記章 |
|                                                                   | アメリカ従軍記章 |
| Arrowhead · Bronze star · Bronze star                             | 二重従軍銅星章・銅矢じり章付大西洋＝太平洋従軍章(Asiatic-Pacific Campaign Medal with Arrowhead device and 2 bronze service stars)                                                                              |
| Arrowhead · Silver star · Silver star · Bronze star · Bronze star | 二重従軍銀星章・二重従軍銅星章・銅矢じり章付ヨーロッパ・アフリカ・中東戦役従軍章(European-African-Middle Eastern Campaign Medal with Arrowhead device, two silver service stars, and two bronze service stars) |
|                                                                   | 第二次世界大戦戦勝記念章 |
|                                                                   | 占領軍記章ドイツ章(Army of Occupation Medal with Germany Clasp) |
|                                                                   | 十年砂時計章付予備軍年功記章(Armed Forces Reserve Medal with one ten-year hourglass device) |

### 外国の勲章・記章
|             | レジオンドヌール勲章(Légion d'honneur) - 第一次世界大戦時フランスより                                                               |
|             | レジオンドヌール勲章コマンドゥール級(Commandeur de la Légion d'honneur) - 第二次世界大戦時フランスより                              |
| Silver star | 銀製章・椰子葉付第二次世界大戦戦功十字章(Croix de guerre with Palm and Silver Star) - 第二次世界大戦時フランスより                  |
|             | 大英帝国勲章名誉ナイト・コマンダー級(Honorary Knight Commander of the Order of the British Empire) - イギリスより                   |
|             | ラテラノ十字章(Croce Lateranese) - バチカンより                                                                                     |
|             | 聖シルベストロ教皇騎士団勲章ナイト・グランドクロス級(Knight Grand Cross of the Ordine di San Silvestro Papa) - バチカンより         |
|             | イタリア王冠勲章(Ordine della Corona d'Italia) - イタリアより                                                                       |
|             | 戦功十字章(Croce al Merito di Guerra) - イタリアより                                                                                |
|             | ポーランド復興勲章星付きコマンドルスキ十字勲章(Commander's Cross with Star of the Order of Polonia Restituta ) - ポーランドより     |
|             | レオポルド勲章椰子付グランドオフィサー級(Grand Officer of the Order of Léopold of Belgium with Palm) - ベルギーより                 |
|             | チェコスロバキア従軍十字章1939年章(Czechoslovakian War Cross (1939)) - チェコスロバキアより                                         |
|             | オラニエ・ナッサウ勲章グランドオフィサー級(Grand Officer of the Order of Orange Nassau) - オランダより                              |
|             | 聖オーラヴ勲章大十字章 - ノルウェーより                                                                                             |
|             | 白象勲章ナイト・グランド・クロス級(Knight Grand Cross (First Class) of The Most Exalted Order of the White Elephant) - タイ王国より |

## 名誉勲章勲記
ドノバン中佐は激しい攻勢下にもかかわらず自ら襲撃部隊を指揮して反撃を行った。当時、友軍には多数の死傷者が出ており、彼は自ら敵前に姿を晒しつつ散らばっていた兵士らの間を行き来して臨時小隊を編成、反撃に打って出たのである。彼は機関銃で足が撃ちぬかれても避難せず、部隊が遮蔽物に逃げ込むまで指揮を続けた。

### 日本語伝記
- 吉田一彦『情報で世界を操った男』新潮社、1997年 	
  - 改題『CIAを創った男　ウィリアム・ドノバン』PHP文庫、2002年